# Sklop kuća Grčina u Jelsi
Sklop kuća Grčina u mjestu Jelsi, Jelsa 419, 435, 436, 441 i 418, predstavlja zaštićeno kulturno dobro.

## Opis dobra
Sklop kuća Grčina nalazi se uz ulicu koja sa središnjeg trga Pjace vodi do župne crkve. Ttvori ga nekoliko zgrada koje međusobno zatvaraju dvorišta u kojima su gospodarske prizemnice, a u jednom od njih je tijesak za grožđe. Kuće su dvokatnice s konobama u prizemlju. Imaju jednostavne prozore i vrata uokvirena glatkim kamenim okvirima. Na kat se ulazi sularom. Građene su od nepravilna kamena, a mjestimično su ožbukane glatkom žbukom. Pokrivene su višedijelnim krovom. Datiraju se u prvu polovicu 19. st. Pripadaju tipu pučke gradnje za stanovanje s potrebnim gospodarskim zdanjima uklopljenim u zajednički ambijent, što je bilo karakteristično za gradnju tog razdoblja na Hvaru.

## Zaštita
Pod oznakom Z-5141 zaveden je kao nepokretno kulturno dobro - pojedinačno, pravna statusa zaštićena kulturnog dobra, klasificirano kao "stambene građevine".